# Hylopetes spadiceus
Hylopetes spadiceus е вид бозайник от семейство Катерицови (Sciuridae).

## Разпространение
Видът е разпространен в Индонезия, Малайзия, Мианмар, Сингапур, Тайланд и Виетнам.